# Pliobothrus tubulatus
Pliobothrus tubulatus är en nässeldjursart som först beskrevs av Pourtalès 1867.  Pliobothrus tubulatus ingår i släktet Pliobothrus och familjen Stylasteridae. Inga underarter finns listade i Catalogue of Life.